# ユウタイノヴァ
『ユウタイノヴァ』は、押見修造による日本の漫画作品。全2巻。

## あらすじ
ハリのないキャンパスライフを過ごす大学2年生の桂木晴。幽体離脱ができるようになった彼は、人生で唯一付き合った高校時代の恋人・日比野由美の部屋に忍び込むようになるが、ある日、自分と同じように幽体離脱している不思議な少女と出会う。

## 登場人物
桂木 晴（カツラギ ハル）
大学にあまり友達がおらず、高2の頃に唯一付き合った元彼女の由美のことを未だに引きずっている。たまたま由美を見かけてから、会いたい衝動に駆られるうちに幽体離脱を遂げる。しかし、由美の性に対する一連の行動にショックを受け、由美に執着することをやめる。
斑鳩 まほろ（いかるが まほろ）
晴が幽体離脱中に出会ったセーラー服にニーソックス姿の不思議な少女。幽体離脱のことも詳しく知っている様子。晴のことをとても気に入っている。実は、すでにひ孫もいる老婆であり、健在である。
日比野 由美（ひびの ゆみ）
晴の高校時代の恋人。付き合っていた時に晴が男根挿入しようとしても由美がとても痛がるため出来ず、そのことを晴に罵られたため激怒し破局する。3年後の彼女は複数の男とセックスを楽しむ享楽的な性格になっており、それを見た晴はショックを受ける。
敬ちゃん
まほろの幼なじみで、すでに老人である。実体がなくても、幽体を作り出す能力を持っており、少女時代のまほろの幽体を発生させ、その中に自分の幽体を入れていた。晴が幽体離脱してから15年後、晴はまほろの幽体と危篤状態の敬ちゃんと会い、事切れる敬ちゃんと消えていく幽体のまほろと別れをつげる。
サメジマ
5年前の少年の頃にまほろに出会ってから、まほろに執着している青年。強制的に幽体離脱させる能力を持っており、数々の女性を幽体離脱させ、融合しては楽しんでる享楽的な性格である。
初音 紗希（はつね さき）
トップアイドル。コンサート中にサメジマに無理やり幽体離脱させられ、幽体男たちに融合させられ悦に浸る。その後は、過労により入院という事態になった。
安達（あだち）
晴の数少ない友人。晴が幽体離脱できることを知っており、オカルト研究会に度々勧誘する。
高田
晴のバイト仲間の女の子。晴とバイト後にお茶をしたり、マンガを貸したりしている。

## 書誌情報

### 単行本
- 押見修造 『ユウタイノヴァ』 講談社〈ヤングマガジンコミックス〉、全2巻
  1. 2007年9月6日初版発行（同日発売）、ISBN 978-4-06-361596-8
  2. 2008年6月6日初版発行（同日発売）、ISBN 978-4-06-361681-1

### 新装版
- 押見修造 『ユウタイノヴァ 新装版』 講談社〈ヤンマガKCスペシャル〉、全2巻
  1. 2013年6月7日発売、ISBN 978-4-06-382313-4
  2. 2013年7月5日発売、ISBN 978-4-06-382328-8 - 描き下ろし『ユウタイノヴァ 完結編』収録